# Campoplex tessellatus
Campoplex tessellatus là một loài tò vò trong họ Ichneumonidae.